# Јован Кукузељ
Предподобни Јован Кукузељ (грч. Ιωάννης Κουκουζέλης; 1280–-1360) био је православни светитељ, певач и композитор из 14. века.

## Биографија
Рођен је у Драчу. Био је словенског порекла, а школовао се у Цариграду. Био је изузетно даровит певач и љубимац самога цара због чега је постављен за начелника дворских певача . Постао је познат и славан по многим делима која је написао о црквеном појању. Ипак, Јован је тајно напустиo двор, и повукао су у Свету гору, где се замонашио. На месту где се подвизавао подигао је монашку келију и цркву посвећену Светим Архангелима у којој је након смрти и сахрањен.
На Светој гори сачувана је икона пред којом се усрдно молио и пред којом му се указала сама Пресвета Богородица, названа по њему Богородица Кукузелиса.
Обележава се 01.10.2021 по јулијанском календару, или 14.10.2021 по грегоријанском.